# Zaluzianskya venusta
Zaluzianskya venusta är en flenörtsväxtart som beskrevs av O.M. Hilliard. Zaluzianskya venusta ingår i släktet Zaluzianskya och familjen flenörtsväxter. Inga underarter finns listade i Catalogue of Life.